# カワサキ・エリミネーター
カワサキ・エリミネーター（ELIMINATOR）とは、カワサキモータースが製造販売するオートバイであり、シリーズ車種として排気量別に数車種が生産されている。車名は「排除するもの」を意味する。

## 概要
他社がハーレーダビッドソン社製のクルーザーに似たスタイルを採用するなか、従来のクルーザーと違いドラッグレーサー（ドラッガー）をコンセプトに開発されたマシンである。

## モデル一覧

### エリミネーター(900cc) / エリミネーター750 / ZL1000
エリミネーターは1985年に発表された。シリーズ第1弾はGPZ900Rのエンジンを使用した輸出向け車両であり、排気量は900ccである。なお当時の自主規制では最大排気量が750ccまでだったため、同年に国内モデルのエリミネーター750を発売した。
エンジンは当時世界最速マシンだったGPz900Rを元に、駆動方式をチェーンからシャフトドライブに変更し、低中速重視のセッティングとしたもの。発進加速はドラッグマシンらしく、元となったGPz900Rを上回る性能を見せた。
1987年には輸出向け最上位機種のZL1000が追加発表されている（ZLはシリーズの4気筒モデル共通の型番）。

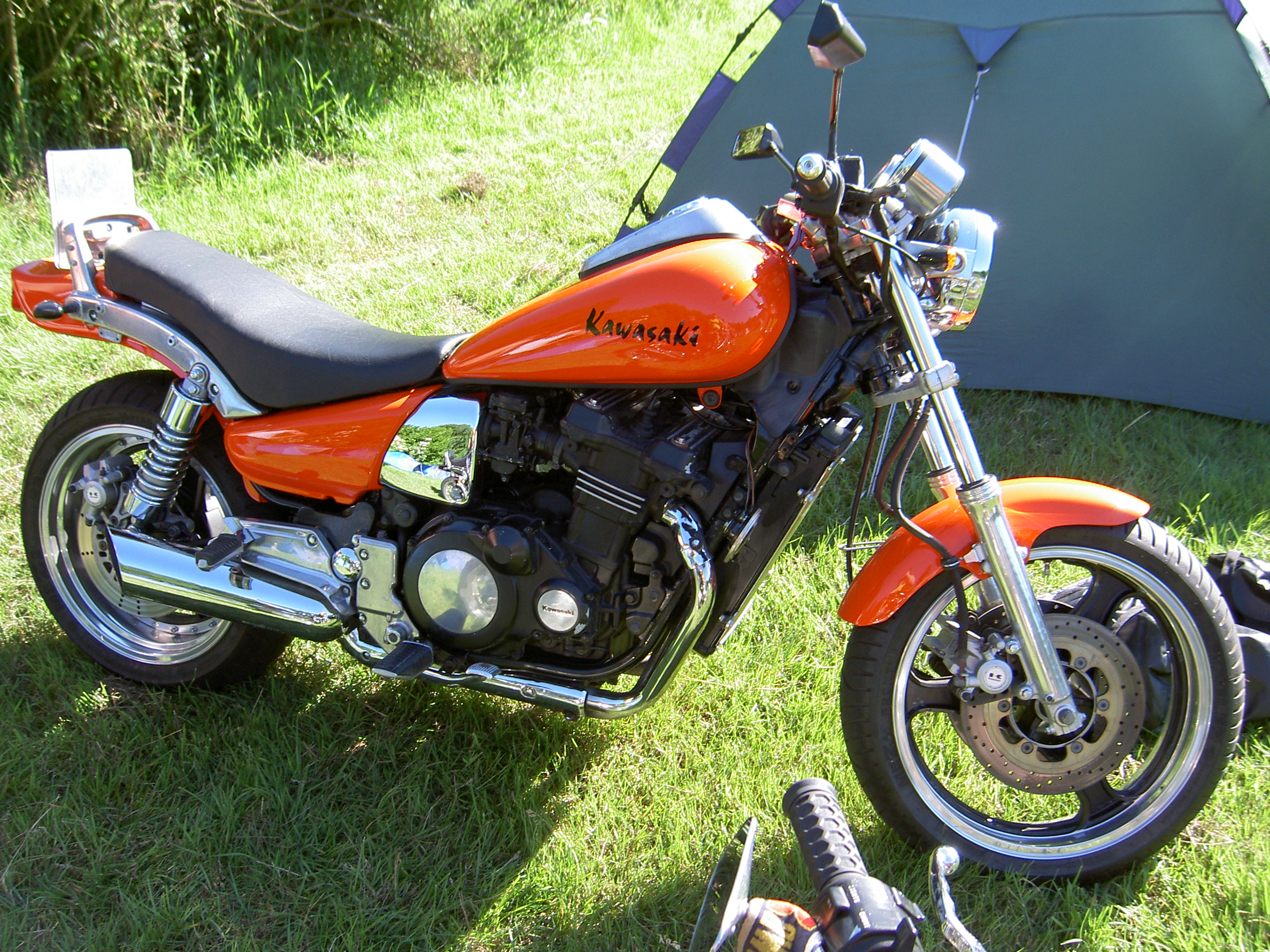
ELIMINATOR ZL1000

エリミネーター仕様沿革
- ZL900-A1（1985年）
- ZL900-A2（1986年）

エリミネーター750仕様沿革
- ZL750-A1（1985年）
  - 車体色：エボニー、ルミナウスレッド

ZL1000仕様沿革
- ZL1000-A1（1987年）

### エリミネーター400 / エリミネーター500 / エリミネーター600
エリミネーター400は1986年に発売された。車体デザインは上位車種を踏襲したものとなっており、エンジンはGPZ400Rに搭載される「ZX400DE」を流用したZL400AE型。
このミドルクラスの最大の特徴としては、900と750ではテールランプの上にセットされていたナンバープレートが下部へ移行している点が挙げられる。初期型ではまず、注文生産というかたちでエリミネーター400パーソナルバージョンを送り込んだ。そして需要が見込めることが分かると異なる2タイプの仕様に分けた。
1988年にはモデルチェンジが行われ、キャストホイールとビキニカウルを装着したドラッグ仕様のSEと、旧モデルをスポークホイールに換装してメッキパーツを採用したLXの2タイプに分かれた（通常モデルは廃止）。
1993年にはモデルチェンジと共に仕様統合が行われ、単一グレードとしてスポークホイール仕様のZL400Dが登場したが、これが400ccクラスの最終タイプとなった。
なおZL400をベースとして排気量を拡大した日本国外向けの輸出専用モデル「エリミネーター500」（おもに欧州一般向け）や「エリミネーター600」（おもに北米向け）も存在する。
エリミネーター400仕様沿革

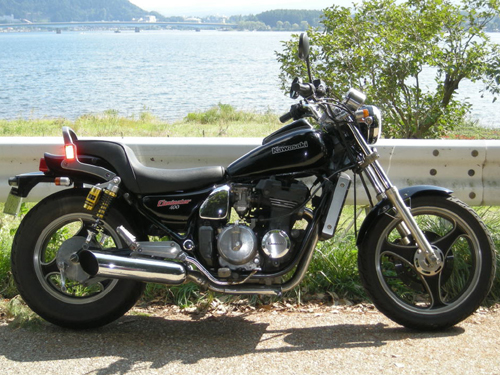
ELIMINATOR400

- ZL400-A1 / ZL400-A1A（1986年）
  - 車体色：エボニー（A1）、ルミナスレッド（A1）、パールコスミックグレー（A1A）

- ZL400-A2（1987年）
- ZL400-D1（1994年）
  - 車体色：エボニー、パールキャンディイエロー×メタリックブルーバイオレット

- ZL400-D2（1995年）
  - 車体色：エボニー

エリミネーター400SE仕様沿革
- ZL400-B1（1988年）
  - 車体色：エボニー×パールコスミックグレー

- ZL400-B2（1989年）
  - 車体色：エボニー

- ZL400-B3（1990年）
  - 車体色：エボニー

エリミネーター400LX仕様沿革
- ZL400-C1（1988年）
  - 車体色：ルミナスウィンザーグリーン×パールセラミックホワイト、ルミナスリベラルレッド×パールセラミックホワイト

- ZL400-C2（1989年）
  - 車体色：コスミックスプレンダーレッド×キャンディワインレッド

- ZL400-C3（1990年）
  - 車体色：コスミックスプレンダーレッド×キャンディワインレッド

エリミネーター600仕様沿革
- ZL600-A1（1986年）
- ZL600-A2（1987年）
- ZL600-B1（1995年）
- ZL600-B2（1996年）
- ZL600-B3（1997年）

エリミネーター500仕様沿革
- ZL500-A1（1986年）

### エリミネーター250
ELIMINATOR250は1987年に発売された。上位機種と同様のデザインと、GPX250Rから流用されたDOHC4バルブ水冷直列2気筒「EX250EE」エンジンを搭載している。2気筒エンジンでありながら250ccの馬力規制上限の40馬力を発揮した。
1988年には400同様にSE・LX仕様としてモデルチェンジされた。このときのモデルには日本国外向けに別仕様のエンジンを搭載する車両も存在していた。

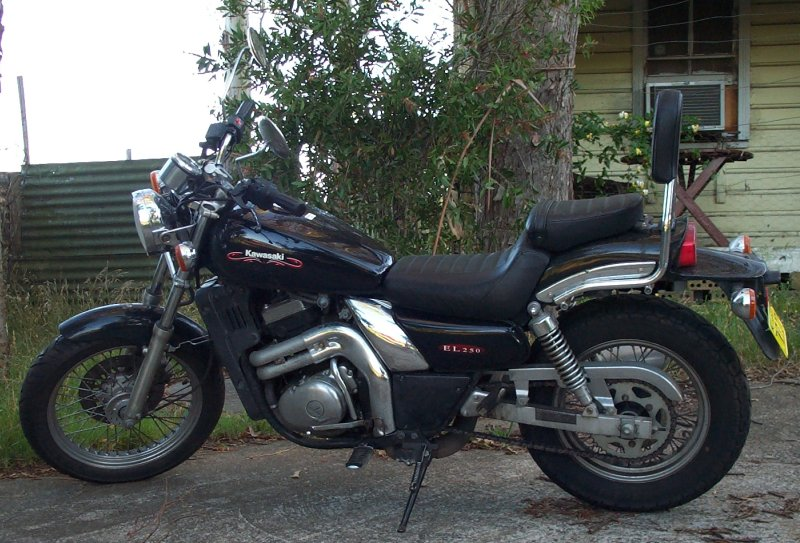
ELIMINATOR250LX

ELIMINATOR250仕様沿革
キャストホイール装備モデル。
- EL250-B1（1987年）
- EL250-B2（1988年）
- EL250-B3（1989年）

エリミネーター250SE仕様沿革
ビキニカウルとアンダーカウルを備えたキャストホイール装備モデル。グラブバーを標準装備。クラッチカバーなど細部パーツの黒塗装仕上げが特徴。
- EL250-A2（1988年）
- EL250-A3（1989年）
- EL250-A4（1990年）
- EL250-A5（1994年）
- EL250-A6（1996年）

エリミネーター250LX仕様沿革
スポークホイール装備モデル。グラブバーを標準装備。
- EL250-C1（1989年）
- EL250-C2（1990年）
- EL250-C3（1993年）
- EL250-C4（1994年）
- EL250-C6（1996年）
- EL250-C8（1998年）

エリミネーター250HS仕様沿革
輸出仕様。ビキニカウルとアンダーカウルを備えキャストホイール装備した国内版SE相当モデル。輸出仕様のEL250B型の継続モデル。
- EL250-E1（1991年）
- EL250-E2（1992年）
- EL250-E3（1993年）
- EL250-E4（1994年）

### エリミネーター250V
1997年にはV型2気筒エンジンを搭載した250Vが発売された。新たに開発されたV型2気筒エンジン「VN250AE」を搭載したモデルである。今までのエリミシリーズの特徴であったGＰＺ（Ｘ）のエンジンを中低速寄りにセッティングして搭載するというパターンではなく、専用に開発された新型のＶツインエンジンを採用した。デザインは従来のドラッグレーサー（ドラッガー）コンセプトからクルーザースタイルへ転換されることになった。車体デザインはステップ位置などクルーザースタイルとなっている。
ただし走行性能はドラッグレーサー（ドラッガー）コンセプトを踏襲しており加速重視のセッティングである。
出力に関しては、1998年と「1999年式前期型（A2型）」が38馬力、1999年の平成11年度排ガス規制後では「1999年式後期型（A2A型）」と2000年式以降が35馬力となっている。なお、平成11年度排ガス規制は1999年10月以降の登録車が適用の対象であり、その対策のため前期型マフラーに後期のキャブを搭載した36馬力の「1999年式中期型（特定型式名なし）」も一部に存在する。
2007年時点でも車体色の追加のみではあるもののイヤーモデルが発売されていたが、同年9月の平成18年排ガス規制により生産終了が公表されている。
エリミネーター250V仕様沿革
- VN250-A1（1998年）
- VN250-A2（1999年）
- VN250-A2A（1999年）
- VN250-B1（2000年）
- VN250-B2（2001年）
- VN250-B3（2002年）
- VN250-C1（2004年）
- VN250-C2（2005年）
- VN250-C6F（2006年）
- VN250-C7F（2007年）

### エリミネーター (125cc)
エリミネーターは1997年に発売された。このモデルはタイで生産された車両を日本に正規輸入するかたちで販売しており、車体デザインは後に発売された250Vと同様であるが、単気筒エンジン「BN125AE」を搭載している。
エンジン出力については、1997年の発売当初は13.1psであったが、2000年からは平成11年度排ガス規制により11.8psと低下し、2003年からは平成13年度騒音規制により7.3psとさらに低下した。
日本仕様車は2003年モデルからトルク出力が3,000回転で最高となるよう設定され、小排気量車としては極めて珍しい低速寄りのセッティングとなっている。これは往年のトライアル向け車両に似た設定というわけではなく、原付二種の自動車騒音規制がオートバイの中で最も厳しくなったことから、エンジンの回転数を抑えることにより騒音規制へのクリアを図ったためである。これは欧州向けの低出力仕様（6.3kW≒8.5ps）を基にしたセッティング変更であったが、2000年モデルに比べ大幅に加速力が低下している。なお、この時の規制強化による数値の変更は1デシベル（72dBから71dB）であるが、これは音圧にして約11%の削減（80mPaから71mPa）に相当する。
車両の電装系やブレーキなどがマイナーチェンジの際に強化されているが、当初から2003年モデルの間までに4kgの重量増となっている
エリミネーターは2008年9月の平成19年排ガス規制強化により日本向け仕様は生産終了が公表されている。
なお北米向け仕様は2010年まで販売が継続された。

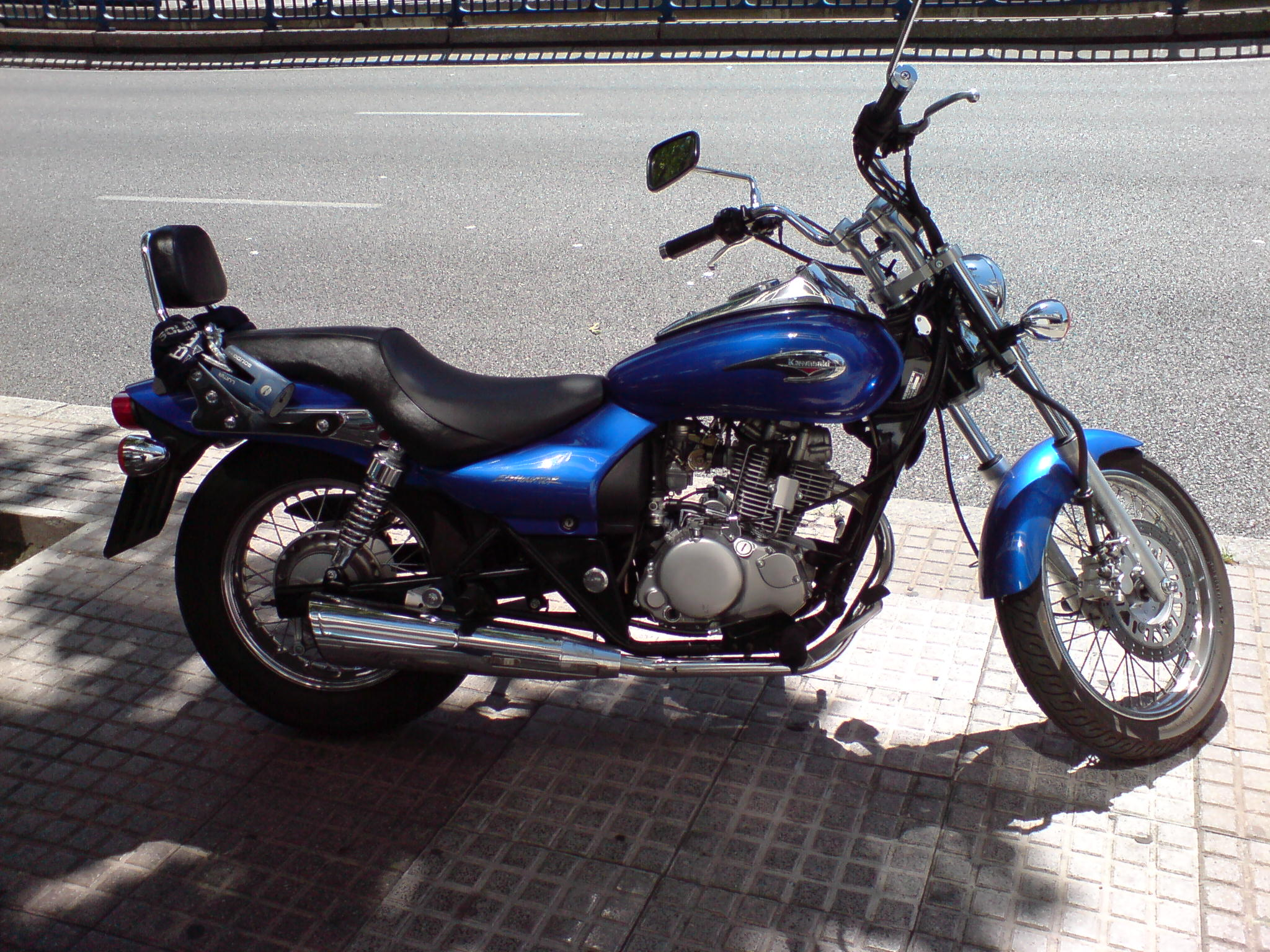
Eliminator 125

ELIMINATOR (125cc) 仕様沿革
- BN125-A1（1998年）
- BN125-A2（1999年）
- BN125-A3（2000年）
- BN125-A4（2001年）
- BN125-A5（2002年）
- BN125-A6（2003年）
- BN125-A8（2005年）
- BN125-A6F（2006年）
- BN125-A7F（2007年）
- BN125-A8F（2008年）

### エリミネーター/エリミネーターSE
2023年、約20年ぶりに新型のエリミネーターが3月に開催された大阪モーターショーにてお披露目された。発売は同年4月25日からとなる。
今回発表されたエリミネーターはブランドの再定義と題し、ライダーそれぞれのライフスタイルに寄り添う、より気軽で親しみやすい"NEW ELIMINATOR"として開発された。そのコンセプトに沿って、標準シートに加え20mm低いローシートと30mm高いハイシートをアクセサリーとして設定している。カワサキ専用アプリ「Rideology App」に対応し、ETC車載器が取り付けられる。エリミネーターSEはビキニカウル、フォークブーツ、専用2トーンシートを装備し、カワサキブランド初のUSB-C電源ソケットを備え、GPS搭載かつ前後2カメラドライブレコーダー（ミツバサンコーワ製）を世界で初めて標準装備する。
排気量は400ccとなり、エンジンはニンジャ400/Z400の並列2気筒エンジンを搭載するが、ドリブンスプロケットを2丁増やして加速に特化させ、低中回転域に振ったデチューンが施されている。
シート高の低さゆえに、リアタイヤに直に跨っているかのような操作感が特徴であり、上体は起きていても視点が低いまま自然な乗車姿勢を保つことができる。リアサスペンションにはスイングアーム式ツインショックを採用したことで、快適な乗り心地とハンドリング性能の向上をはかっているが、ロードモデルにしては前後ともにショートストロークかつ硬めのクッション設定が特徴である。
2024年3月23日には、スタンダードモデルをSEの中間モデルとして「エリミネーター プラザエディション」が登場した。専用カラーで塗装されドライブレコーダーを装備しており、ベースのスタンダードより5万5000円高となっている。
カラーバリエーション
- エリミネーター
  -  パールロボティックホワイト（2025モデルでは廃止）
  -  メタリックフラットスパークブラック
- エリミネーター プラザエディション
  -  パールサンドカーキ
  -  パールストームグレー
- エリミネーターSE
  -  ファントムブルー ×  エボニー
  -  メタリックカーボングレイ ×  フラットエボニー